# Dorsa Argand
Dorsa Argand ist eine Gruppe Meeresrücken auf dem Erdmond. Sie hat einen mittleren Durchmesser von 109 km. Sie wurde im Jahr 1976 nach dem schweizerischen Geowissenschafter Émile Argand benannt.